# Going Down to the River
"Going Down to the River" är en sång skriven och inspelad av amerikanen Doug Seegers då han bodde i Nashville och i princip levde som en hemlös gatumusikant.
Den 17 december 2012 lade den amerikanske musikern Aaron Espe upp en kort liveversion som han publicerade på sitt Youtubekonto. Klippet döptes till "Who Is Doug Seegers?".
Doug Seegers blev känd i Sverige då han medverkade i Jill Johnsons TV-program Jills veranda den 5 mars 2014.

### Fotnoter
1. ↑  Eric R. Danton (29 juli 2014). ”Doug Seegers and Emmylou Harris duet on Gram Parsons' "She" (exclusive song premiere)”. The Wall Street Journal. http://blogs.wsj.com/speakeasy/2014/07/29/doug-seegers-and-emmylou-harris-duet-on-gram-parsons-she-exclusive-song-premiere/. Läst 9 september 2014.
2. ↑  SVT.se: Första intervjun efter succén - Doug: "Jag vill tacka alla i Sverige med en konsert" (svenska)
3. ↑  Ashley Cleek (29 maj 2014). ”You probably don't know his name, but this Nashville musician is huge in Sweden”. pri.org. http://www.pri.org/stories/2014-05-29/you-probably-dont-know-his-name-nashville-musician-huge-sweden. Läst 9 september 2014.